# Zwermen
Pour plus de détails, voir Fiche technique et Distribution.
Zwermen est un film d'animation de court métrage belge et néerlandais réalisé par Janneke Swinkels et Tim Frijsinger, sorti en 2025.

## Fiche technique
- Titre original : Zwermen
- Réalisation : Janneke Swinkels et Tim Frijsinger
- Scénario : Janneke Swinkels et Tim Frijsinger
- Animation : Rosanne Janssens, Mirjam Plettinx et Geertrui De Vijlder
- Musique : Rose Rebergen et Sjoerd Bruil
- Son : Corinne Dubien et Manu de Boissieu
- Production : Peter Lindhout, Annemie Degryse, Janneke Swinkels et Tim Frijsinger
- Sociétés de production : Am Stram Gram
- Sociétés de distribution : Beast Animation, MurMur Animation et Spotted Bird
- Pays d'origine :  Pays-Bas et  Belgique
- Langue originale : sans parole
- Format :
- Genre : animation
- Durée : 12 minutes 30 secondes
- Dates de sortie :
  - France : 9 juin 2025 (Annecy)

## Distribution
- Bernard Bouillon
- Brieuc Laudet

## Distinctions
- Festival international du film d'animation d'Annecy 2025 : Prix Jean-Luc Xiberras pour une première œuvre pour un court métrage.